# イオンスーパーセンター
イオンスーパーセンター（英: AEON SUPERCENTER）は、イオングループが展開するスーパーセンター（SuC）。
本項目では、東北地方でイオンスーパーセンターを展開していたイオンスーパーセンター株式会社についても説明する。

## 概要
イオングループは2000年9月に開業した「マックスバリュスーパーセンター弥富店（現：ザ・ビッグエクストラ弥富店）」を皮切りにスーパーセンター業態の展開を開始。同様のスタイルで2001年に「ジャスコ五城目店（現：イオンスーパーセンター五城目店）」、2002年に「ジャスコスーパーセンター天理店（現：ザ・ビッグエクストラ天理店）」を開業させたところ、売上が順調に推移したため、スーパーセンター業態の出店はこの後加速する。
実験的に始まったジャスコのスーパーセンター業態は、ジャスコ株式会社（現：イオン、事業自体はイオンリテールが継承）が「ジャスコスーパーセンター」や「マックスバリュスーパーセンター」、株式会社ホームワイド（現：イオン九州）が「スーパーセンターホームワイド」を展開していたが、現在はイオングループが運営する全てのスーパーセンターの屋号は「イオンスーパーセンター」に統一されており、これまで旧名称で展開されていたスーパーセンターも全て「イオンスーパーセンター」に屋号変更している。
イオングループではメガマートに代わってディスカウント業態のメインブランドとなっていたが、2008年からはマックスバリュ西日本（当時、現・フジ）のディスカウント業態だったザ・ビッグに軸が移っており、「イオンスーパーセンター」の店舗を派生業態の「ザ・ビッグエクストラ」に転換するケースも見られようになった。現在では店舗の殆どが東北地方に集中し、それ以外では北海道の道央地区に3店舗のみ存在する。

## 運営会社

### 現在の運営会社
- イオン北海道株式会社
  - 営業エリア：北海道（道央地区のみ）
  - 2007年8月21日にイオン株式会社からの会社分割（吸収分割）により継承された。
- イオン東北株式会社
  - 営業エリア：東北地方（山形県を除く5県に出店）
  - 2025年3月1日にイオンスーパーセンター株式会社の吸収合併により継承された[5]。

### 過去の運営会社
- イオン株式会社→イオンリテール株式会社→イオンビッグ株式会社
  - 営業エリア：関東地方・東海地方・近畿地方（上記のイオン北海道・イオンスーパーセンター社への事業譲渡後）
  - 2008年8月21日：イオンが運営していた小売事業をイオンリテールへ継承。
  - 2011年8月21日：イオンリテールが運営していたイオンスーパーセンター全店をイオンビッグへ継承。
  - その後、順次「ザ・ビッグエクストラ」に転換され、2012年（平成24年）7月27日に弥富店（愛知県弥富市）が「ザ・ビッグエクストラ」に転換されたことで消滅。
- イオン九州株式会社
  - 営業エリア：九州地方
  - スーパービバホームを出店させると共に自社店舗は食品主体の「イオン」とする転換がなされた。2019年（令和元年）10月25日に大木店（福岡県三潴郡大木町）が「イオン」に転換されたことで消滅。

## 企業としてのイオンスーパーセンター
イオンスーパーセンター株式会社はかつて東北地区で「イオンスーパーセンター」を展開していたイオングループの企業である。2005年11月21日にイオン株式会社から分社化する形で設立された。本社は岩手県盛岡市に置いていた。
2025年3月1日に東北地区でイオンの運営を行っているイオン東北へ吸収合併された。
一部店舗においては、ホームセンター部門の運営を同じイオングループで青森県八戸市に本社のあるサンデーが行っているが、店舗内ではサンデーがコンセッショナリー形態（看板の無い専門店）で出店しており、サンデーの商品であっても会計はイオンスーパーセンターとしての取り扱いとなる（会計時にサンデーとしてのサービスは受けられず、サンデーで導入しているポイントカード「マイカード」も利用できない）。なお一部店舗の酒類の販売をイオン東北が行っているが、こちらは酒税法の関係などから別会計となる。
2023年9月4日、東北地方でイオンやマックスバリュ店舗を展開するイオン東北株式会社と経営統合に向けた協議に入ったことを発表した。2024年3月11日には経営統合に向けた準備委員会を設置し、同年10月15日には2025年3月1日付でイオン東北はイオンスーパーセンターを吸収合併し、物流や商品開発の一本化により効率化を図ると発表した。

### 沿革
- 2005年（平成17年）11月21日 - イオン株式会社から分社化して設立[15][7][8]。東北地区の「イオンスーパーセンター」9店舗の運営を引き継ぐ。
- 2006年（平成18年）
  - 3月21日 - 秋田県大館市に「イオンスーパーセンター大館店」を開店（分社化後初の新店舗）[16][17]。
  - 4月 - 宮城県仙台市の「鈎取ショッピングセンター」の核店舗として「イオンスーパーセンター鈎取店」を開店。
- 2007年（平成19年）
  - 2月21日 - 岩手県一関市に「イオンスーパーセンター一関店」を開店[18]。
  - 9月15日 - 宮城県栗原市の「イオン栗原志波姫ショッピングセンター」の核店舗として「イオンスーパーセンター栗原志波姫店」を開店。
  - 10月27日 - 宮城県登米市の「ロックシティ佐沼（現・イオンタウン佐沼）」の核店舗として、「イオンスーパーセンター佐沼店」を開店。
- 2008年（平成20年）
  - 4月25日 - 岩手県盛岡市の「イオン盛岡渋民ショッピングセンター」の核店舗として「イオンスーパーセンター盛岡渋民店」を開店。
  - 10月31日 - 秋田店湯沢市の「イオン湯沢ショッピングセンター」の核店舗として「イオンスーパーセンター湯沢店」を開店[19]。
- 2009年（平成21年）7月31日 - 福島県南相馬市の「南相馬ジャスモール」の核店舗として「イオンスーパーセンター南相馬店」を開店[20]。
- 2011年（平成23年）5月18日 - 岩手県のジョイスから秋田県仙北郡美郷町の「スーパーセンター仙南店」を譲り受け[21]、「イオンスーパーセンター美郷店」をオープン[22]。
- 2012年（平成24年）10月26日 - 岩手県陸前高田市に当社初の衣料品専門店として、「イオンスーパーセンター陸前高田 衣料館」をオープン[23]。
- 2014年（平成26年）
  - 3月14日 - 岩手県釜石市に「イオンタウン釜石」の核店舗である「イオンスーパーセンター釜石店」を開店。本店舗は東日本大震災の津波被害を教訓に、津波からの安全確保として1階部分をピロティ（普段は駐車場として使用）としている為、「イオンスーパーセンター」初の空中店舗（2階と3階の2フロア）となる。また、本店舗の開業により当社運営の店舗が20店舗目となった[24]。
  - 6月1日 - 「イオンスーパーセンター陸前高田 衣料館」を閉店[25]。
  - 7月19日 - 閉店した「イオンスーパーセンター陸前高田 衣料館」を食料品や家庭用品も扱うスーパーセンター業態に拡張し、「イオンスーパーセンター陸前高田店」として移転オープン。併せてイオンリテールが運営していた仮設店舗の「イオン陸前高田分店」・「イオン大船渡分店」を拠点として近隣の仮設住宅を対象に運営を行っていた「イオン移動販売車」を同社が運営していた仮設店舗の閉店に伴って当社が運営を引き継ぎ、ルートや品ぞろえの見直しを行った上で「イオンスーパーセンター陸前高田店」を拠点に再スタートすることになった[25]。
  - 10月3日 - 岩手県奥州市水沢区に「イオンスーパーセンター水沢桜屋敷店」をオープン[26]。
- 2016年（平成28年）5月 - 当社の独自企画として実施していた「シニアデーご優待カード」の割引特典を終了。「ゆうゆうワオンカード」への切り替えに伴う発行手数料を無料にする移行措置を実施する。
- 2018年（平成30年）9月15日 - 岩手県紫波郡紫波町に約3年11ヶ月ぶりの新規店舗となる「イオンスーパーセンター紫波古館店」をオープン[27]。
- 2022年（令和4年）11月3日 - 青森県十和田市の十和田店がリニューアルオープン[28]され、コンセッショナリー形態だったサンデーが「サンデー スーパーセンター十和田店」としてテナント店舗へ転換[29]。
- 2025年（令和7年）3月1日 - イオン東北株式会社に吸収合併され解散[13][14][9]。

### 歴代社長
| 代 | 氏名       | 期間                   | 旧職                                      | 新職                                                                    |
| -- | ---------- | ---------------------- | ----------------------------------------- | ----------------------------------------------------------------------- |
| 1  | 岡崎双一   | 2005年11月 - 2009年4月 | イオン スーパーセンター事業部長           | イオン コーポレート・マーケティング部長 兼イオンリテール 営業企画本部長 |
| 2  | 奥野善徳   | 2009年4月 - 2011年2月  | イオン 戦略部長                           | イオンスーパーセンター 取締役相談役                                     |
| 3  | 宮下雄二   | 2011年2月 - 2013年3月  | イオンスーパーセンター 取締役営業部長     | CFSコーポレーション 顧問                                                |
| 4  | 東尾啓央   | 2013年3月 - 2019年9月  | イオンビッグ 取締役営業統括部長           | イオン                                                                  |
| 5  | 矢木健太郎 | 2019年9月 - 2025年2月  | イオンリテール 東海カンパニー静岡事業部長 | イオン東北 取締役ストアオペレーション本部長                             |

## 店舗

### 閉店した店舗
本項では「イオンスーパーセンター」として閉店した店舗のみ記載し、他業態に転換した店舗については記載しない。
- 陸前高田 衣料館（岩手県陸前高田市、2012年（平成24年）10月26日開店 - 2014年（平成26年）6月1日閉店）
イオンスーパーセンターとしては初の衣料品専門店であり、店舗面積843.6㎡[23]の小型店舗であった。
前記の通り、スーパーセンター型店舗「イオンスーパーセンター陸前高田店」として移転することに伴い閉店。
店舗跡地にはダイソーが出店している。

- 古賀店（福岡県古賀市、2002年（平成14年）12月開店 - 2015年（平成27年）8月31日閉店[30]）
元はダイエーがハイパーマート千鳥店として1996年6月に開業した店舗で、ダイエーの経営悪化や店舗再編により閉店した同店舗を居抜きする形でホームワイドが「スーパーセンターホームワイド古賀店」として開業[30]。当初は食品フロアはマックスバリュ九州（現・イオン九州）が運営していた。九州におけるイオングループのスーパーセンター実験型店舗として位置付けられていた[30]。
建物は解体され、跡地にケーズデンキとWECARS（旧・ビッグモーター）が出店している。

## テレビ番組
- 日経スペシャル ガイアの夜明け ショッピングセンター戦国時代～復活なるか“小売りの覇者”～（2009年4月14日、テレビ東京）[31]。- 「産地直売」の取り組みを取材。